# Phrurolithus banksi
Phrurolithus banksi là một loài nhện trong họ Phrurolithidae.
Loài này thuộc chi Phrurolithus. Phrurolithus banksi được Willis J. Gertsch miêu tả năm 1941.